# Nodulo di Lisch
Il nodulo di Lisch, detto anche amartoma dell'iride, è una lesione amartomatosa nodulare dell'iride, pigmentata e costituita da un aggregato di melanociti; esso deve il suo nome all'oftalmologo austriaco Karl Lisch, che nel 1937 descrisse per primo questo tipo di lesione.
Questi noduli sono riscontrati prevalentemente nell'ambito della neurofibromatosi di tipo 1: almeno il 94% dei pazienti di oltre 6 anni di età con questa patologia presenta uno o più noduli di Lisch. Sono cupoliformi, di colore giallo carico o marrone chiaro, parzialmente traslucidi, di forma rotondeggiante od ovalare, dall'aspetto papulomatoso e tendono ad estroflettere dalla superficie dell'iride. Questi amartomi in genere non compromettono il visus, ma risultano molto importanti a fini diagnostici in caso di sospetta neurofibromatosi di tipo 1, pur potendo manifestarsi anche nella neurofibromatosi di tipo 2, seppure molto più di rado. Sono facilmente individuabili tramite esame oculare con la lampada a fessura.
Sul piano immunoistochimico, i noduli di Lisch mostrano abbondanti quantità di vimentina e di proteine S100, il che fa deporre per un'origine ectodermica delle lesioni. La precisa struttura e l'esatta origine di questi noduli, tuttavia, non sono ancora state determinate.